# Beleg van Haarlem (1572-1573)
Het Beleg van Haarlem begon 3 december 1572 met een brief van stadhouder Bossu en Fadrique Álvarez de Toledo (in de Nederlandse literatuur beter bekend als Don Frederik), zoon van de gevreesde hertog van Alva, aan de bevolking van Haarlem met het verzoek zich over te geven. Op de weigering volgde een ruim zeven maanden durende belegering die eindigde op 13 juli 1573 toen de stad zich overgaf, waarna enkele duizenden soldaten en burgers werden geëxecuteerd. Het beleg geldt als een van de meest beruchte gebeurtenissen uit de Tachtigjarige Oorlog.

## Belegering

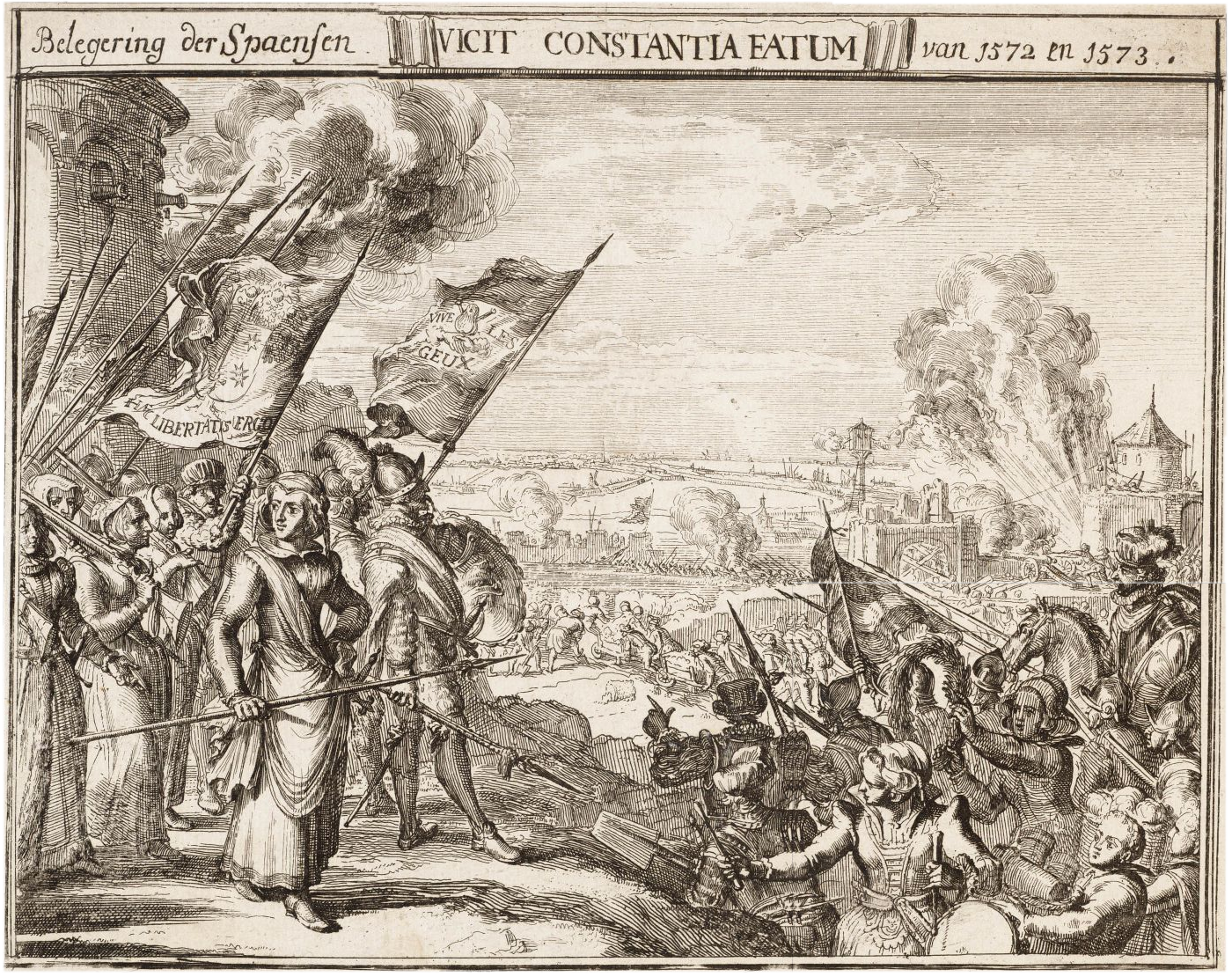
Kenau Simonsdochter Hasselaer met haar fictief vrouwenleger.

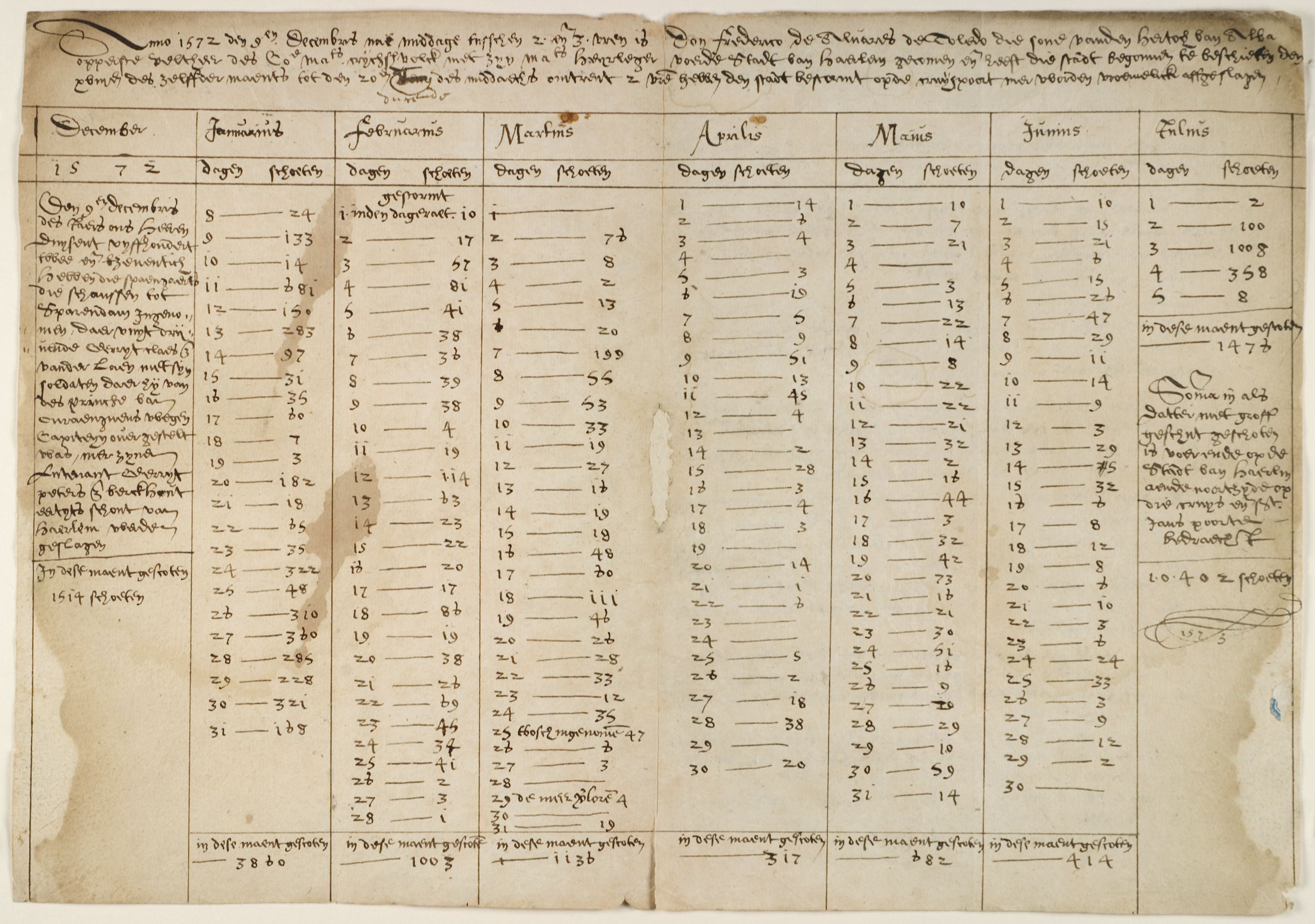
Een onbekend persoon hield tijdens het beleg van Haarlem het aantal afgevuurde kanonskogels bij.

Voor het beleg verhinderden oplettende bestuurders dat de onbewaakte stadspoorten van binnenuit werden geopend.
Rond 10 december begonnen de gevechten tussen de Spaanse troepen en een in de stad gelegerd garnizoen van 3000 prinsgezinde soldaten, onder leiding van kapitein Wigbolt Ripperda. Een week later begonnen de Spanjaarden de muren aan de noordkant te beschieten en op 19 december bestormden ze de stadsmuur. Tijdens het beleg van Haarlem werden volgens een ooggetuige 10.402 kanonskogels afgevuurd. De bestorming mislukte, waarna het beleg begon. De winter van 1573 was streng, wat het gemakkelijk maakte om vanaf het Haarlemmermeer over het ijs de stad via ondergelopen weilanden, de Fuik- en Zomervaart te bevoorraden. Hiernaast bood ook de Rustenburgerschans bescherming van deze belangrijke aanvoerroute van de stad.
Bij het aanbreken van de lente werd de situatie slechter. Bovendien bedreigden schepen uit, het aan de Spaanse heersers trouw gebleven, Amsterdam na het doorsteken van een hoge dijk bij Halfweg de stad vanaf het water. Een poging van de watergeuzen om Haarlem te ontzetten mislukte: tijdens de Slag op het Haarlemmermeer bleek de Spaanse vloot te sterk voor de geuzen onder leiding van admiraal Marinus Brandt.
De wreedheid en barbarij van beide partijen blijkt uit acties zoals een afgehakt hoofd naar de verdedigers te gooien, waarop de verdedigers weer reageerden door elf gevangenen (die trouw aan de Spaanse kroon hadden gezworen), naar de aanvallers terug te gooien met de opmerking:  Haarlem betaalt Alva niet om de oorlog te betalen.
Een legendarische figuur uit de tijd van het beleg is Kenau Simonsdochter Hasselaer, die volgens ooggetuigenverslagen met haar houthandel de bouw van een galei mogelijk maakte, maar volgens de latere mythe zelf meevocht en zelfs een vrouwenleger aanvoerde tegen de Spanjaarden.

## Overgave

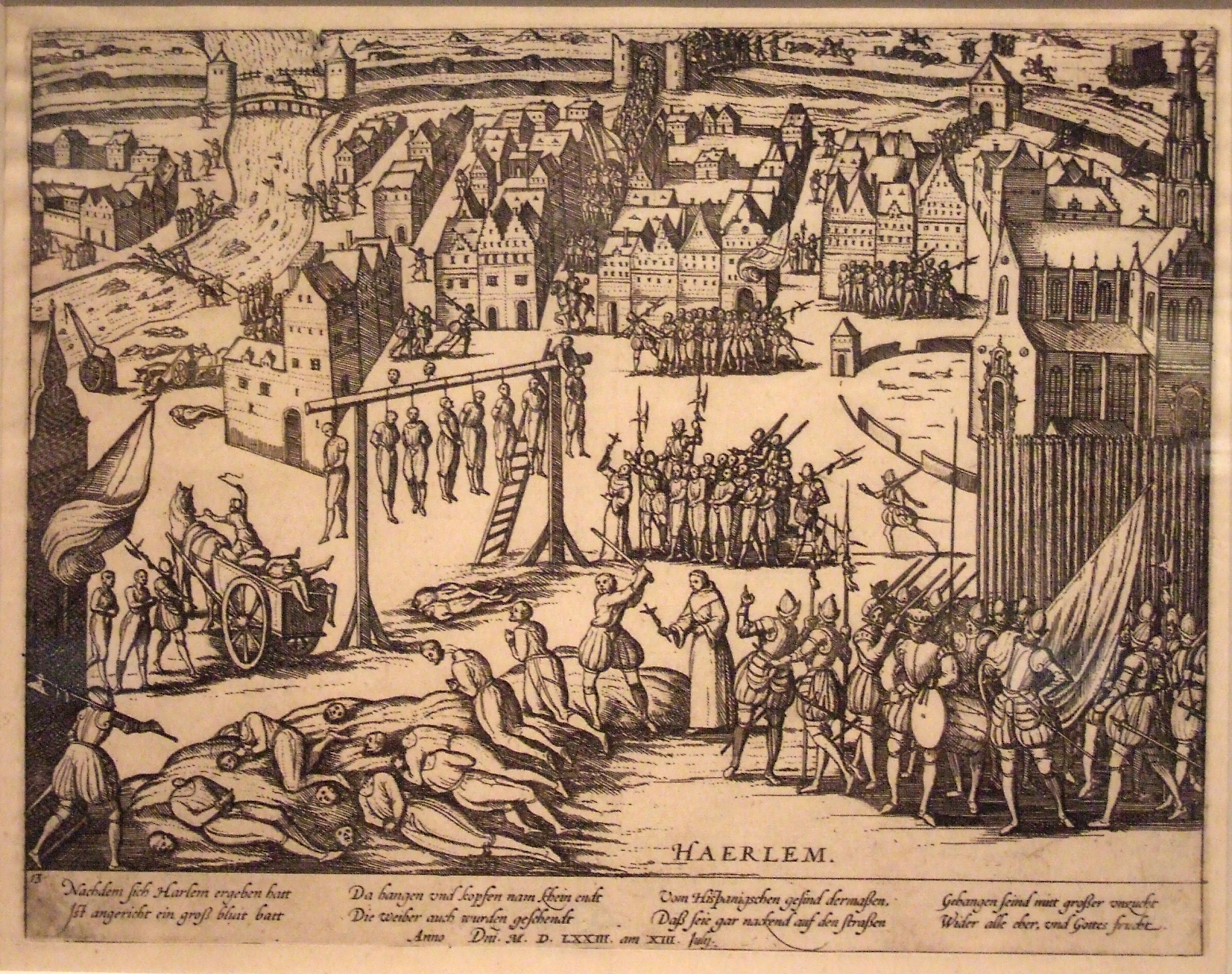
Executies door de Spanjaarden na de val van Haarlem

Met de vangst van een Haarlemse deserteur, vernam Don Fadrique het nieuws van de schaarste en hongersnood in de stad. Na een mislukte poging op 8 juli om de ongeveer 25.000 inwoners van voedsel te voorzien, zag de stad zich op 13 juli genoodzaakt te capituleren. Tegen betaling van 250.000 gulden voorkwam zij plunderingen en het doden van haar inwoners. Na de overgave werden ca. 2000 soldaten en aanhangers van Oranje, die de stad hadden verdedigd, vermoord. Nadat de beulen hun hakbijlen niet meer konden optillen, werden de gevangenen ruggelings aan elkaar gebonden en in het Spaarne verdronken.

## Naloop
De Spaanse overwinning had geen blijvend effect. In 1576 werd de Pacificatie van Gent gesloten en in 1577 werd het Eeuwig Edict afgekondigd. Dit hield in dat de Habsburgse troepen uit de Nederlanden zouden worden teruggetrokken. Ook in Haarlem betekende dit in 1577 het vertrek van de Spaanse troepen. Wel werd in het Akkoord van Veere afgesproken dat de katholieken hun godsdienst vrij mochten blijven uitvoeren. In 1578 werd echter toch de Sint-Bavokerk geplunderd en werd de priester vermoord. In 1581 werd het Akkoord officieel herroepen.